# Marshall Manesh
Marshall Manesh (مارشال منش en persa) (6 de agosto de 1950 en Mashad, Jorasán Razaví, Irán) es un actor iranoestadounidense conocido a nivel internacional por interpretar a Ranjit, el taxista y conductor de limusinas de la serie How I Met Your Mother. 
A lo largo de su carrera artística ha actuado como actor habitual en series como Will & Grace, Scrubs, Andy Barker, P.I., y Boston Legal aparte de How I Met Your Mother dónde a pesar de interpretar a un personaje secundario comparte protagonismo con los personajes principales. También ha colaborado en series como Burn Notice, Law & Order: Special Victims Unit y The X-Files entre otras.
En cuanto a la gran pantalla, ha aparecido en producciones como True Lies, Stealing Harward, El gran Lebowski, Kazaam, La aventura del Poseidón, Piratas del Caribe: en el fin del mundo y A Girl Walks Home Alone at Night.

## Filmografía

### Cine
| Año       | Título                                    | Personaje                             | Notas                              |
| --------- | ----------------------------------------- | ------------------------------------- | ---------------------------------- |
| 1987      | Checkpoint                                | Abe                                   |                                    |
| 1989      | Guests of Hotel Astoria                   | Dr. Parto                             |                                    |
| 1994      | True Lies                                 | Jamal Khaled                          |                                    |
| 1996      | Barb Wire                                 | Sheik                                 |                                    |
| 1996      | Kazaam                                    | Malik                                 |                                    |
| 1997      | Univers'l                                 |                                       |                                    |
| 1998      | The Big Lebowski                          | Doctor                                |                                    |
| 1999      | Word of Mouth                             | Hertzog                               |                                    |
| 1999      | Wasted in Babylon                         | Land Lord                             |                                    |
| 1999      | The X-Files                               | Mr. Jank                              | Episodio: "The Goldberg Variation" |
| 2000      | The Last Producer                         | Cabbie                                |                                    |
| 2000      | Face the Music                            | Hombre indio                          |                                    |
| 2000      | Law & Order: Special Victims Unit         | Saleh Amir                            | Episodio: "Honor"                  |
| 2001      | Guardian                                  | Coronel iraquí                        |                                    |
| 2002      | Showtime                                  | Propietario de tienda de conveniencia |                                    |
| 2002      | Hip, Edgy, Sexy, Cool                     |                                       |                                    |
| 2002      | Alias                                     | Rajive                                | Episodio: "Passage: Part 2"        |
| 2002      | Stealing Harvard                          | Administrador de tienda de juguetes   |                                    |
| 2004      | Hidalgo                                   | Desollador de camello                 |                                    |
| 2004      | Joey                                      | Lloyd                                 | Episodio: "Joey and the Book Club" |
| 2004      | Raise Your Voice                          | Cabbie                                |                                    |
| 2004      | Surviving Christmas                       | Janitor                               | No acreditado                      |
| 2004-2006 | Boston Legal                              | George Keene                          | 2 episodios                        |
| 2005      | The L.A. Riot Spectacular                 | Nephi                                 |                                    |
| 2005      | Looking for Comedy in the Muslim World    | Shaif Al-Rafi                         |                                    |
| 2005      | The Poseidon Adventure                    | General jordano                       |                                    |
| 2005-2013 | How I Met Your Mother                     | Ranjit                                | 21 episodios                       |
| 2006      | Car Babes                                 | Babu Gulab                            |                                    |
| 2006      | The Unit                                  | Bijan                                 | Episodio: "Security"               |
| 2007      | Pirates of the Caribbean: At World's End  | Sri Sumbhajee                         |                                    |
| 2007      | Carts                                     | Fab                                   |                                    |
| 2007      | Burn Notice                               | Anwar                                 | Episodio: "Wanted Man"             |
| 2008      | The Onion Movie                           | Anunciador                            | No acreditado                      |
| 2008      | Pants on Fire                             | Aram                                  |                                    |
| 2009      | Crossing Over                             | Sanjar Baraheri                       |                                    |
| 2009      | Year One                                  | Comerciante de esclavos               |                                    |
| 2009      | Prison Break                              | Nandu Benerjee                        | Episodio: "Cowboys and Indians"    |
| 2009      | The Things We Carry                       | Administrador                         |                                    |
| 2009      | ER                                        | Babu                                  | Episodio: "Love is a Battlefield"  |
| 2009      | Life Blood                                | Steve                                 |                                    |
| 2009      | Tom Cool                                  | Sr. Azu                               |                                    |
| 2012      | Pickin' & Grinnin'                        | Empleado                              |                                    |
| 2012      | Commander and Chief                       | Sheikh                                |                                    |
| 2012      | Seeking a Friend for the End of the World | Hombre indio                          |                                    |
| 2013      | Afternoon Delight                         | Taxista                               |                                    |
| 2013      | All American Christmas Carol              | Vendedor de autos                     |                                    |
| 2013      | Hot in Cleveland                          | Ye'ar                                 | Episodio: "The Conversation"       |
| 2014      | A Girl Walks Home Alone at Night          | Hossein 'The Junkie'                  |                                    |
| 2014      | Shirin in Love                            | Nader                                 |                                    |
| 2015      | Benjamin Troubles                         | Genie                                 |                                    |
| 2016      | Jimmy Vestvood: Amerikan Hero             | Mehdi, el carnicero                   |                                    |
| 2016      | A Life Lived                              | Danesh                                |                                    |
| 2016      | The Next Big Thing                        | Sr. Shah                              |                                    |
| 2016      | Madam Secretary                           | Presidente Aman Haddad                | Episodio: "The Linchpin"           |
| 2018      | Tiger                                     | Kulwant                               |                                    |
| 2019      | Good Girls                                | Guardia de seguridad del banco        | Episodio: "King"                   |
| 2020      | NCIS: Los Angeles                         | Hombre afgano                         | Episodio: "Code of Conduct"        |
| 2022      | Little America                            | Abdul                                 | Episodio: "Paper Piano"            |
| 2022      | Something from Tiffany's                  | Vendedor de hot dogs                  | No acreditado                      |